# Ömerhacılı, Sarıoğlan
Ömerhacılı là một xã thuộc huyện Sarıoğlan, tỉnh Kayseri, Thổ Nhĩ Kỳ. Dân số thời điểm năm 2008 là 153 người.